# Константин Христов
Константин (Костадин) Станчев Христов е български партизанин и офицер (генерал-майор).
Роден е на 27 юни 1917 г. в горнооряховското село (днес град) Долна Оряховица. Има завършен III гимназиален клас. След което започва да работи като шивашки работник. Член е на БКП (т.с.) от 1937 г. От 1939 до 1940 г. отслужва военната си служба. През 1942 г. отваря собствена шивашка работилница в Долна Оряховица. В същото време служи като връзка между Окръжния комитет на БКП в Горна Оряховица и ЦК на БКП. Излиза в нелегалност и става партизанин през септември 1943 г., заместник-командир на Горнооряховския партизански отряд.
След 9 септември 1944 г. е командир на гвардейски батальон в противовъздушния полк в град Горна Оряховица. В периода 1 януари 1945-октомври 1946 г. учи във Военното училище в София. От октомври 1946 г. е командир на дружина в 4-ти пехотен плевенски полк. Между 1 януари 1948 и 1 януари 1949 г. учи в курса „Вистрел“ в СССР. След това е командир на полка. В периода 1949 – 1952 г. е началник на отдел „Бойна подготовка“ на Вътрешни войски. От 1952 г. е заместник началник-щаб на Управление „Вътрешни войски“, а от 1953 г. е заместник-началник на Управлението по строевата част.
Последната му длъжност е заместник-началник на V управление в „Държавна сигурност“ (УБО, „Безопасност и охрана“).

## Образование
- Военно училище, София (1 януари 1945-октомври 1946)
- курс „Вистрел“, СССР (1 януари 1948 – 1 януари 1949)
- Военна академия "Г.С.Раковски (октомври 1950 – 1952)

## Творчество
- „Долна Оряховица: Бунтовна орлица“, изд. Викер, София, 2007 г. с. 241